# حملة إصلاح هيكل المساواة بين الجنسين
ربطت حملة إصلاح هيكل المساواة بين الجنسين أكثر من ثلثمائة مجموعة لدعم حقوق المرأة، وحقوق الإنسان، ومجموعات العدل الاجتماعي. كما حثت الحملة الدول الأعضاء للأمم المتحدة، وسكرتير الأمم المتحدة، على التحرك بسرعة من أجل إنشاء هيئة جديدة للأمم المتحدة تهدف للمساواة الجندرية. كما حثت الحملة أيضًا الأمم المتحدة على القيام بتدابير شفافة حالًا وتوظيف السكرتير العام، الذي يرأس هذه الوكالة، لأفضل المستحقين. يجب أن تتحرك الأمم المتحدة بدون المزيد من التأخير لإجراء التغييرات التي طالما اعترف بها كتغييرات حرجة، وإنجاز شروطها للعمل من أجل المساواة الجندرية كعنصر محوري من التطور، وحقوق الإنسان، والسلام، والأمن.

## معلومات أساسية
عقد كوفي عنان السكرتير العام للأمم المتحدة فريق رفيع المستوى لاكتشاف كيفية تقوية نظام الأمم المتحدة فيما يتعلق بالترابط والتنسيق في مناطق التطور والشئون الإنسانية والبيئة. بعد أن حثت الأمم المتحدة المرأة حول العالم لمخاطبة المساواة الجندرية بصورة أفضل في عملية الإصلاح، طالب كوفي عنان الفريق بتضمين المساواة الجندرية كمطلب من مطالب الفريق. تضمن تقرير الفريق ترشيحات حول تقوية حملة إصلاح هيكل المساواة بين الجنسين، وأيدها بانكيمون، السكرتير العام الحالي للأمم المتحدة، في مارس 2007.

## الحملة
وفي مارس2007، عقدت المنظمة النسائية للبيئة والتنمية مع مركز القيادة العالمية النسائية اجتماع تكون من خمسين ناشطة حول العالم من أجل تطوير إستراتيجية شاملة ومتعددة الجوانب  للإجراء العالمي والإقليمي والقومي للحصول على موافقة الجمعية العامة للأمم المتحدة على كيان المرأة القوي والفردي وكامل المصادر في الأمم المتحدة. نتيجة لهذا الاجتماع، ولحاجة المرأة المستمرة للحماية التعاونية بشأن هذه القضية، أصدرت المنظمة النسائية للبيئة والتنمية ومركز القيادة العالمية النسائية ومئات الناشطين في كل المناطق حملة إصلاح هيكل المساواة بين الجنسين في فبراير 2008 لتحريك المجموعات النسائية والحلفاء ودفعهم لتبني هيئة الأمم المتحدة الجديدة للمساواة بين الجنسين ولتمكين المرأة. حُرِكَت المجموعات الإقليمية مثل الشبكة النسائية الإفريقية للتنمية والاتصالات لدعم الحملة.
تحدث شارولت بَانش، في الرابع عشر من يونيو، 2010،  بالنيابة عن حملة إصلاح هيكل المساواة بين الجنسين في جلسات استماع غير رسمية للأمم المتحدة لتبادل الآراء حول الأهداف الإنمائية للألفية.
تضمن الحضور، لجلسات الاستماع، الهيئة العامة للأمم المتحدة، ومنظمات المجتمع المدني والقطاع الخاص. تحدث بَانش حول الضرورة الملحة لتأسيس هيئة جندرية جديدة. كما أوضح الروابط بين المساواة الجندرية، وحقوق الإنسان والأهداف الإنمائية للألفية في جهد يرمي لمخاطبة الفجوات عن طريق الوفاء بالوعود التي قدمتها الحكومة والأمم المتحدة.
كما تم عقد الاجتماع لتقديم مدخلات للعملية التحضيرية لقمة الأهداف الإنمائية للألفية (اجتماع الفريق رفيع المستوى) في العشرين من سبتمبر، 2010 .

## النتائج
وفي الثلاثين من يونيو، 2010، تمت الموافقة على مشروع قرار الهيئة العامة للأمم المتحدة وبالتالي اعتمدتها الهيئة العامة للأمم المتحدة رسميًا، في الجمعة يوم الثاني من يوليو، من أجل تأسيس الأمم المتحدة للمرأة لهيئة مساواة جندرية جديدة للأمم المتحدة.